# Le Bois-Robert
Le Bois-Robert település Franciaországban, Seine-Maritime megyében. Lakosainak száma 385 fő (2022. január 1.). Le Bois-Robert Aubermesnil-Beaumais, La Chapelle-du-Bourgay, La Chaussée, Martigny és Saint-Germain-d’Étables községekkel határos.

## Népesség
A település népességének változása:
| Lakosok száma | 324  | 337  | 352  | 351  | 351  | 353  | 364  | 374  | 385  |
|               | 2013 | 2015 | 2016 | 2017 | 2018 | 2019 | 2020 | 2021 | 2022 |